# Parliament House (Canberra)
Pour les articles homonymes, voir Parliament House.
Parliament House est le bâtiment qui abrite le Parlement d'Australie. Il est situé à Canberra, la capitale fédérale de l'Australie. Il a été inauguré le 9 mai 1988 par la reine Élisabeth II. Sa construction a coûté plus de 1,1 milliard de dollars australiens ce qui en a fait la construction la plus onéreuse de l'hémisphère sud lors de son inauguration. Avant 1988, le Parlement australien siégeait dans un bâtiment provisoire qui est maintenant connu sous le nom de « Old Parliament House ».

## Avant la construction de Canberra
En 1901, quand les six colonies britanniques australiennes décidèrent de s'unir pour former la fédération australienne (« The Commonwealth of Australia »), Melbourne et Sydney étaient les deux plus grandes villes du pays mais leur longue rivalité ne permettait pas que l'une d'entre elles puisse être choisie comme capitale. Aussi la section 125 de la constitution australienne précise que :
- « Le siège du gouvernement fédéral sera choisi par le parlement et devra être situé dans un territoire qui devra être cédé à la fédération à qui en sera transféré le gouvernement. Ce siège devra être situé en Nouvelle-Galles du Sud à une distance d'au moins cent miles de Sydney. »
- « Le territoire devra avoir une superficie d'au moins cent miles-carrés... et devra être cédé gratuitement à la fédération. Le Parlement siègera à Melbourne jusqu'à ce qu'il puisse siéger dans la nouvelle capitale. »

En 1909, après de longues discussions, le parlement décida que la nouvelle capitale serait construite dans une région au sud de la Nouvelle-Galles du Sud qui est l'actuel territoire de la capitale australienne. La fédération en prit possession en 1911 mais la survenue de la Première Guerre mondiale fit que rien ne fut entrepris pendant quelques années pour commencer la construction de la nouvelle ville. Le parlement fédéral attendit 1927 pour quitter Melbourne.
Pendant cette période, le parlement siégea dans un bâtiment du XIXe siècle de Melbourne : le Parliament House de Melbourne, tandis que le parlement de l'État du Victoria siégeait, pendant ces 26 ans dans un bâtiment voisin : le Royal Exhibition Building.

## Old Parliament House
Après la Première Guerre mondiale, une commission fut chargée de préparer Canberra à son rôle de capitale de l'Australie et de concevoir la création d'un bâtiment pour abriter le parlement. La commission estima qu'il était préférable de faire construire un bâtiment provisoire pour les cinquante années à venir avant de faire construire le bâtiment définitif. C'est ainsi que le bâtiment provisoire resta en service 61 ans. En effet, les gouvernements successifs hésitèrent très longtemps devant le coût de la construction du nouveau bâtiment.

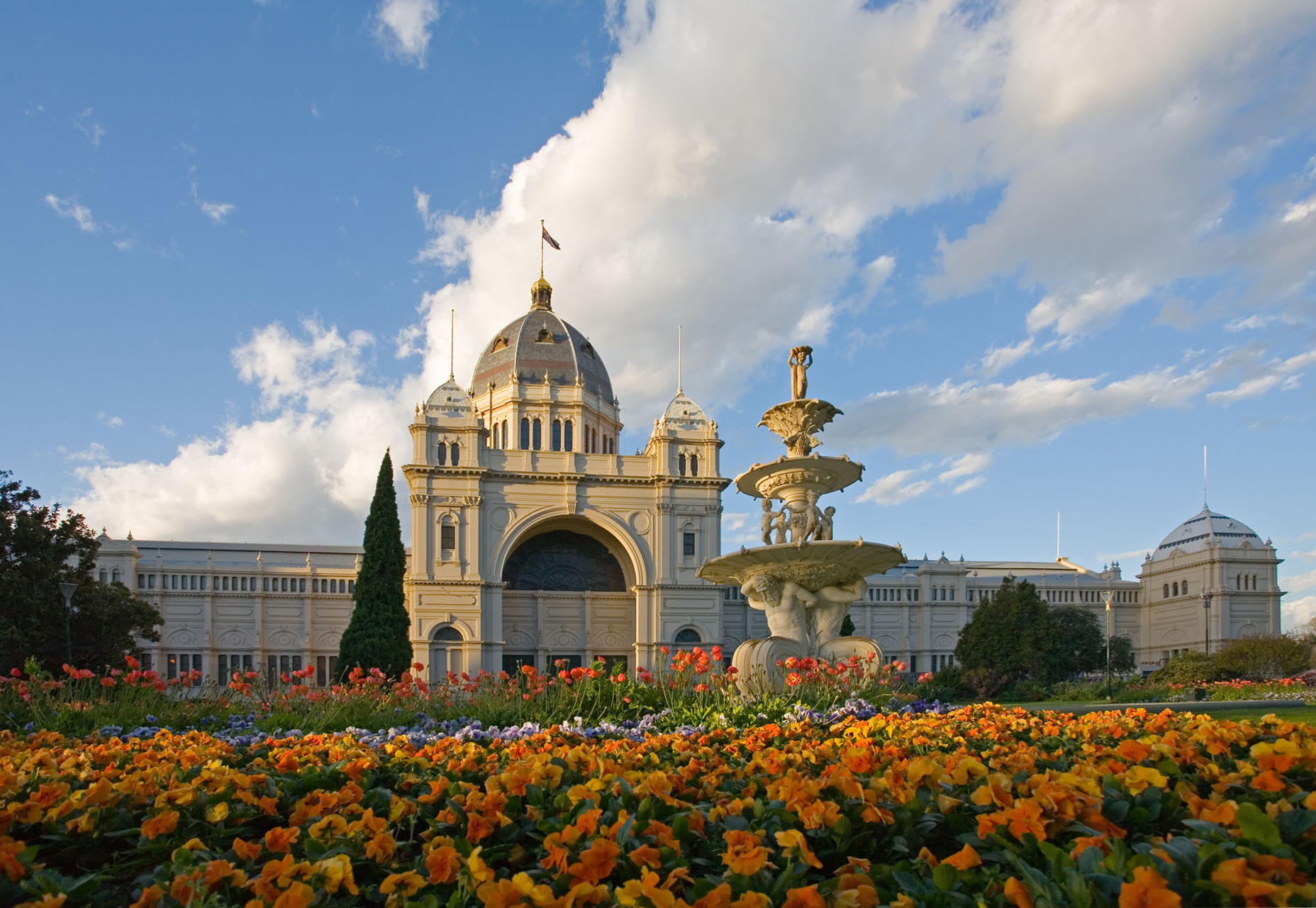
Le « Royal Exhibition Building » à Melbourne accueillit la première réunion du parlement fédéral.
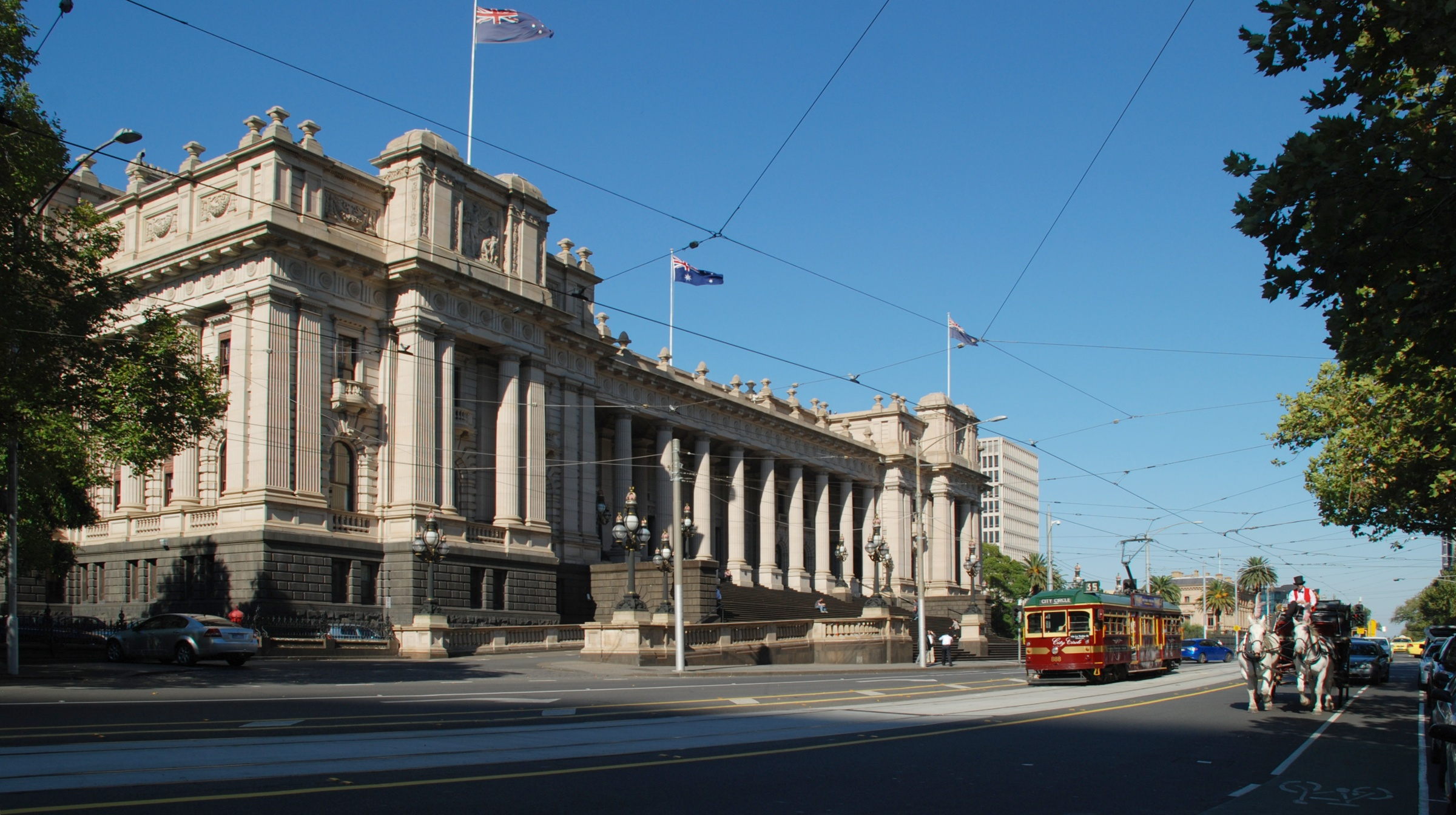
La « Parliament House de Melbourne » a servi de siège au parlement fédéral pendant 26 ans.
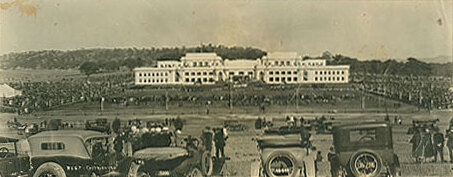
L'inauguration de l'« Old Parliament House » en 1927.
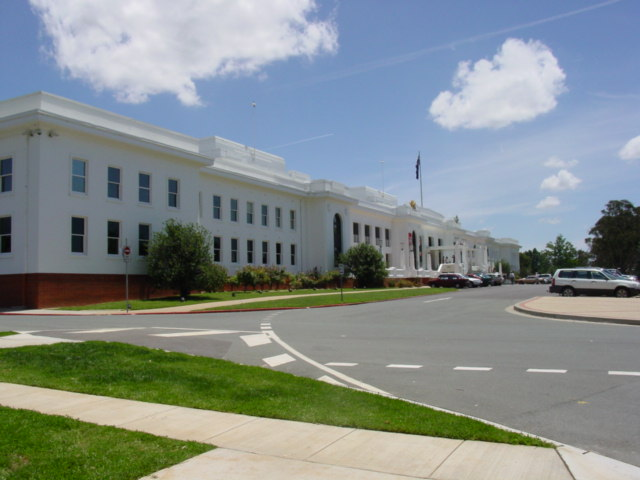
L'« Old Parliament House » aujourd'hui.

## La nouvelle «Parliament House»

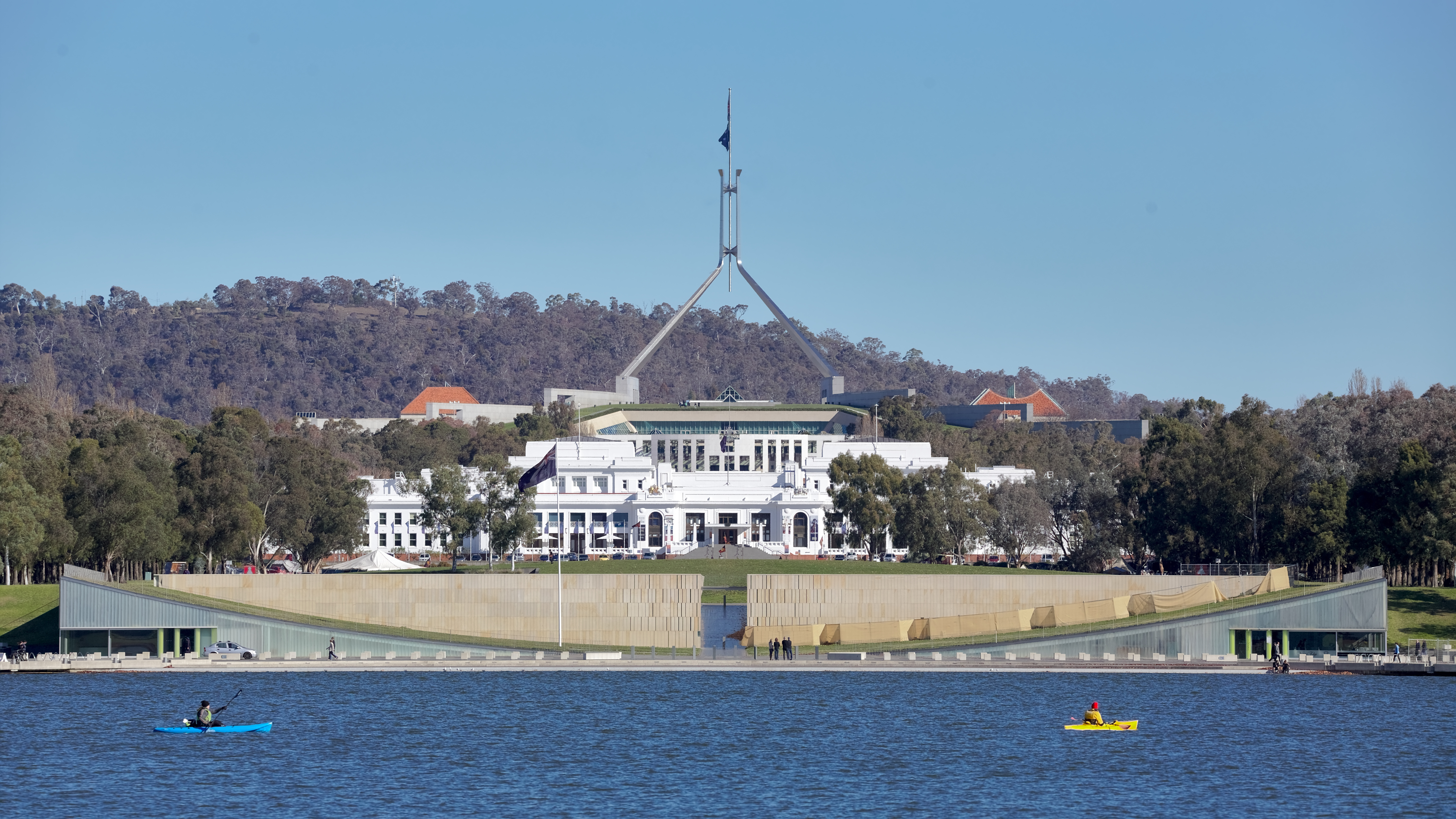
L'ancien et le nouveau bâtiment du parlement.

En 1978, le gouvernement de Fraser décida de faire construire le bâtiment du nouveau parlement sur Capital Hill et une commission chargée de superviser la construction fut créée. On organisa une compétition à deux niveaux pour laquelle la commission prit conseil auprès de l'Institut Royal australien des architectes et avec la commission pour le développement de la capitale, organisa un concours de préprojets. Le concours attira 329 candidats de 28 pays. Cinq furent choisis pour participer au deuxième tour et proposer des projets beaucoup plus approfondis.
Le vainqueur du concours fut l'architecte italo-américain Romaldo Giurgola qui imagina un projet enterrant la plus grande partie des bâtiments et surmontant l'édifice d'une immense flèche portant le drapeau national à son sommet. Les chambres du parlement et les locaux parlementaires sont cependant situés au-dessus du sol formant deux ensembles distincts enserrés chacun dans les bras d'une forme de boomerang. Vu de dessus l'ensemble des bâtiments se situe dans une vaste zone quadrangulaire entourée d'un parc circulaire. Les façades, cependant, étaient volontairement assorties à celles de l'« Old Parliament House » de façon à donner une certaine unité à l'ensemble.
La construction commença en 1981 et il était prévu que le bâtiment soit achevé pour le jour de la fête nationale le 26 janvier 1988, pour le 200e anniversaire de l'arrivée des premiers colons européens. Le projet devait coûter 220 millions de dollars australiens mais ni les délais ni les coûts ne furent respectés. Le bâtiment fut finalement inauguré par la reine Élisabeth II le 9 mai 1988, le jour anniversaire de la première réunion du premier parlement fédéral qui avait eu lieu à Melbourne le 9 mai 1901 en présence du duc de Cornouailles et d'York (le futur roi George V) et de l'inauguration du parlement provisoire à Canberra le 9 mai 1927 par le duc d'York (le futur George VI).
Les murs courbes sont recouverts de 25 000 dalles de granite qui placées bout à bout mesureraient 46 kilomètres de long. La construction des bâtiments a nécessité 300 000 mètres-cubes de béton assez pour construire 25 Opéras de Sydney et les bâtiments sont prévus pour durer 200 ans. L'ensemble des bâtiments possède 4 700 pièces et 2 416 horloges. En dehors des périodes parlementaires, 2 000 à 3 000 personnes travaillent là chaque jour.
Le drapeau, situé au sommet du mât de 81 mètres de haut, mesure 12,8 m sur 6,4 m et pèse environ 15 kg. Le mât pèse 220 tonnes et est fait en acier inoxydable provenant d'une aciérie de Newcastle. C'est l'une des plus vastes structures en acier inoxydable au monde. Il est visible de l'intérieur comme de l'extérieur du parlement et est éclairé la nuit.
Bien que la sécurité des lieux ait été grandement renforcée ces dernières années, la plus grande partie des bâtiments reste ouverte au public.

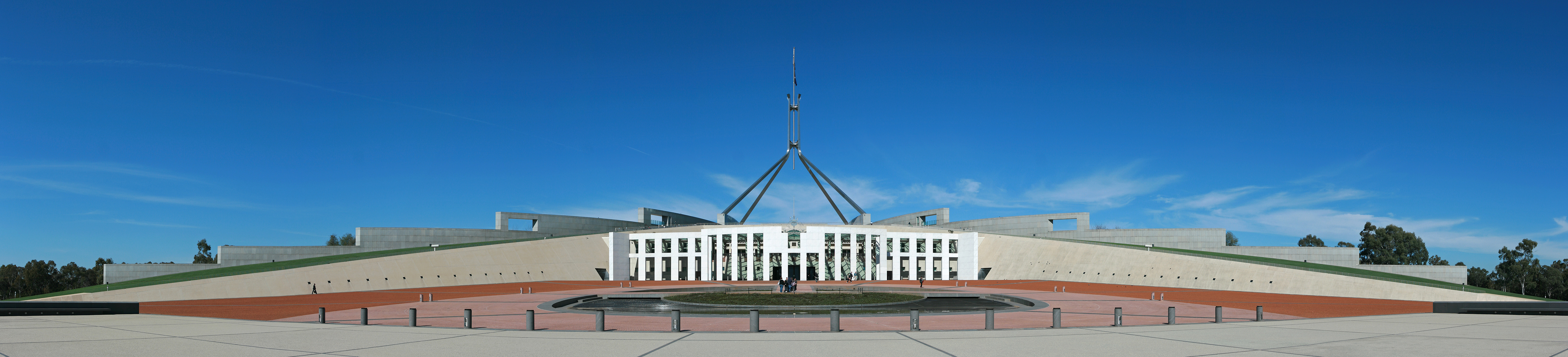
Parliament House. Le parlement australien.

Le bâtiment devait remplacer l'ancien parlement mais lorsqu'on voulut démolir le vieux parlement pour permettre d'avoir une perspective ininterrompue depuis le nouveau bâtiment jusqu'au mémorial australien de la guerre, il y eut une telle levée de boucliers contre cette idée que le projet fut abandonné. L'ancien parlement a été conservé et abrite maintenant un musée du parlement et une partie des collections de la National Portrait Gallery australienne. Aujourd'hui l'« Old Parliamentary house » est devenu le symbole du centenaire de la création de la fédération australienne.

## Description intérieure

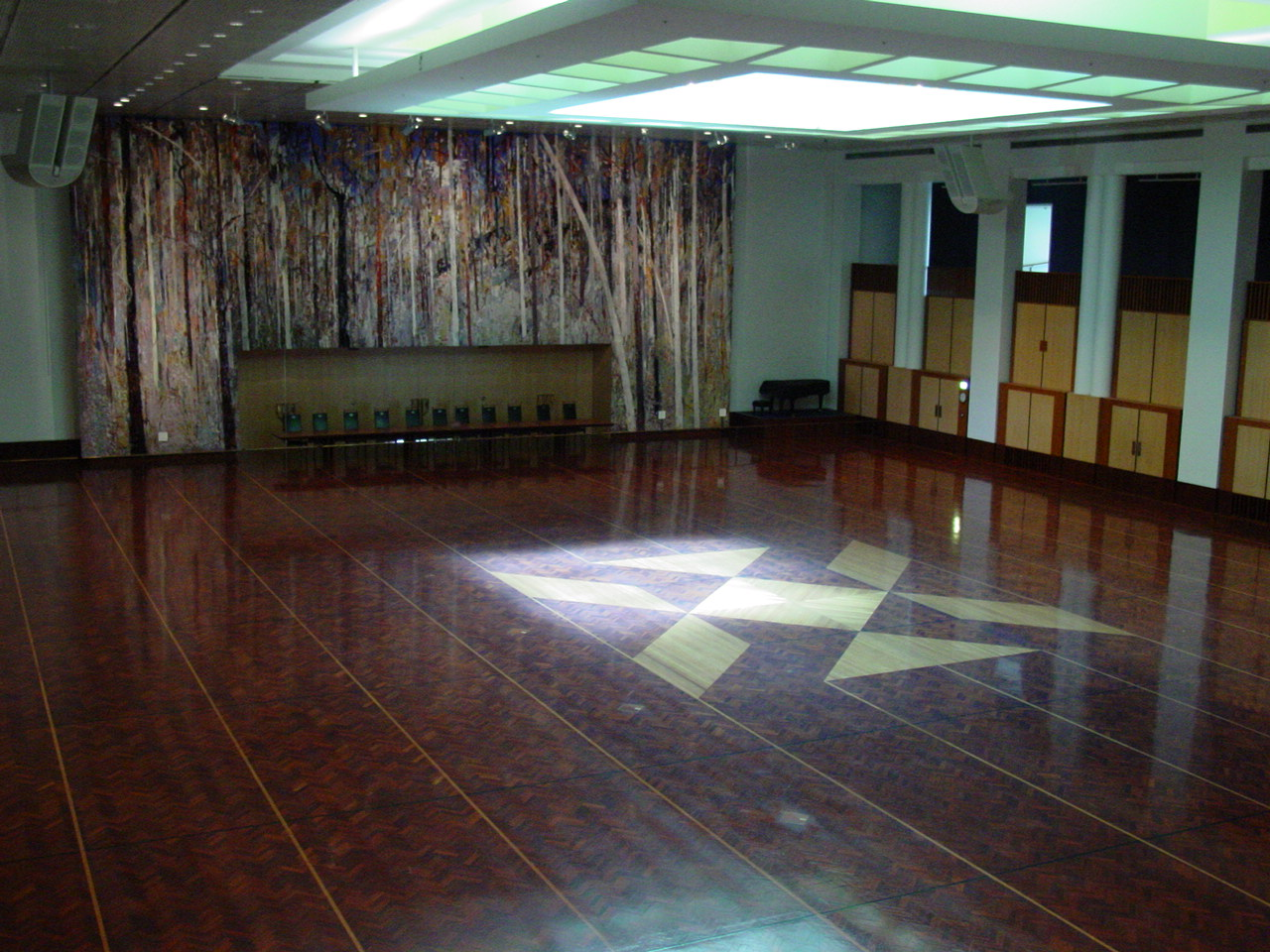
Le grand Hall avec la tapisserie au fond.

Parliament House s'ouvre par une entrée principale conduisant dans le grand Hall, décoré d'une tapisserie tirée d'une peinture d'Arthur Boyd (elle aussi exposée dans le bâtiment). C'est là que se déroulent les réceptions officielles mais le grand hall est ouvert aussi à des cérémonies autres comme des mariages ou la remise des diplômes de l'université nationale australienne.
Après le grand Hall, on passe dans le Member's Hall avec une pièce d'eau en son centre. Ce Hall donne directement en face sur l'aile du gouvernement qui abrite les bureaux du premier Ministre et des autres membres du gouvernement, tandis que l'on accède à la chambre des députés et au Sénat par les côtés gauche et droit de l'entrée principale des Halls. Le public peut accéder aux galeries des visiteurs et à la Salle principale des commissions en passant par le niveau supérieur que l'on gagne en empruntant de gigantesques escaliers de part et d'autre de l'entrée du bâtiment.

### La chambre des représentants

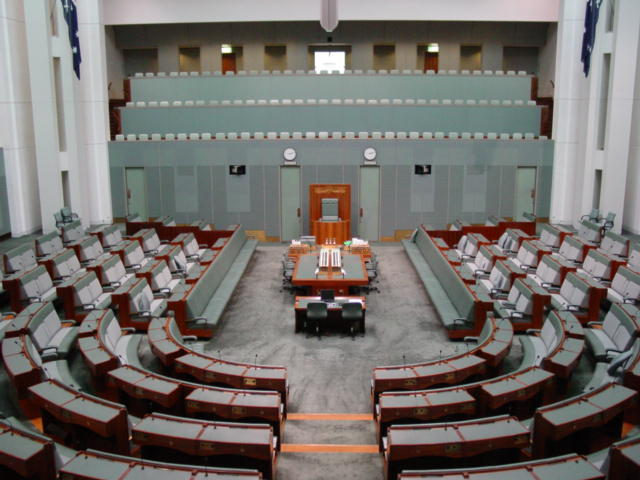
La chambre des représentants.

Par analogie avec la chambre des communes britannique, la chambre des représentants australienne est décorée en vert. Cependant la nuance de vert a été changée et a été choisie pour rappeler le vert des feuilles d'eucalyptus.
La salle est ceinturée par plusieurs galeries : une galerie pour la presse au-dessus du speaker, une galerie pour le public sur les deux côtés de la salle et des galeries insonorisées pour les élèves des écoles. Il n'est pas permis de parler quand les députés sont en session.
Les membres du gouvernement siègent selon la coutume britannique sur un banc au premier rang des bancs parlementaires, du côté droit du speaker tandis que sur le côté gauche siège le gouvernement fantôme. Les autres députés sont placés sur les sièges postérieurs et disposent d'un micro devant eux. Sauf empêchement, ils doivent parler debout selon l'article 60 du règlement du parlement.
À la table centrale siègent aussi un greffier et son adjoint qui sont chargés de faire sonner les alarmes lors des mises aux voix des décisions du parlement. Le greffier dispose de deux sabliers, l'un de quatre minutes, l'autre de deux. Au début d'un vote, le greffier retourne le sablier de quatre minutes tandis qu'il fait retentir les sonnettes et que les horloges clignotent (en vert pour les députés, en rouge pour les sénateurs). Au bout des quatre minutes, les appariteurs ferment les portes et les députés (les « whips ») chargés du décompte des voix comptent les voix de la façon suivante: un député qui se tient du côté du gouvernement est pour la loi, un député qui se tient du côté de l'opposition est contre. Si un deuxième vote doit suivre de peu le premier, le greffier utilise le sablier de deux minutes et les sonnettes ne retentissent que pendant deux minutes.

### Le Sénat

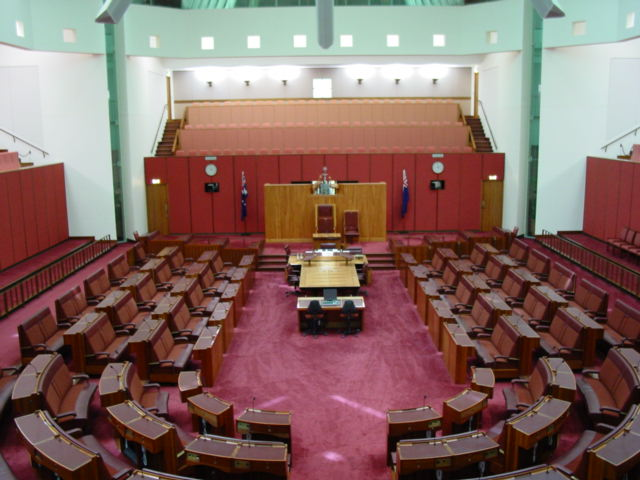
Le Sénat.

Le sénat australien est décoré en rouge par analogie avec la Chambre des lords britannique mais le rouge est ocre pour rappeler la couleur des terres de l'outback.

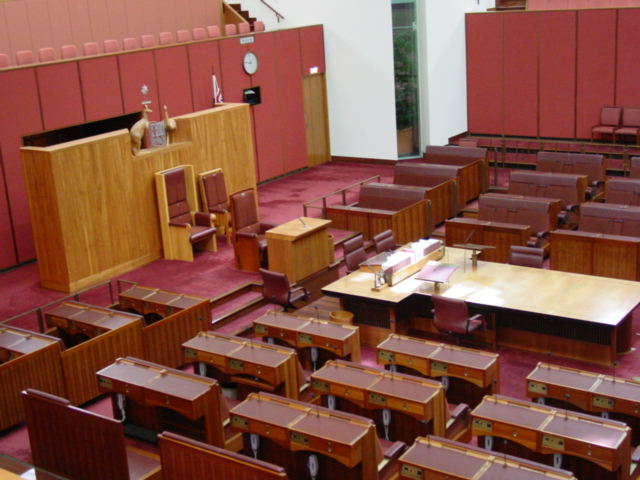
Le Sénat et le siège du gouverneur-général.

La disposition de la chambre est assez comparable à celle de la chambre des députés mais à la différence de cette dernière seuls le chef de la majorité et de l'opposition utilisent le lutrin central. Tous les autres sénateurs utilisent leur propre microphone. De même il n'y a pas de différence de siège entre le premier et les autres rangs. Le président du Sénat joue un rôle analogue à celui du speaker de la chambre des députés. Derrière son siège, se trouvent deux sièges plus importants, genres de trônes modernes dont le plus important est utilisé par le gouverneur général lorsqu'il ouvre le Parlement au début d'une session parlementaire.